# Lyane Sautner
Lyane Sautner (* 26. November 1973) ist eine österreichische Rechtswissenschaftlerin. Sie ist seit 2015 Universitätsprofessorin und Leiterin der Abteilung für Strafrecht und Rechtspsychologie an der Johannes Kepler Universität Linz.

## Ausbildung
Lyane Sautner hat im Jahr 1992 am neusprachlichen Gymnasium in Linz, eine Schule der Kreuzschwestern, maturiert. Anschließend hat sie neun Semester Rechtswissenschaften an der Johannes Kepler Universität Linz studiert und im Jahr 1997 mit einer Sponsion zur Magistra iuris abgeschlossen. Direkt danach hat sie an derselbigen Universität mit ihrem Doktoratsstudium der Rechtswissenschaften begonnen und im Jahr 2001 eine Promotion zum Doktor iuris erhalten. Schlussendlich erfolgte im Jahr 2009 die Habilitation im Fach Strafrechtswissenschaften mit den Schwerpunkten Strafrecht, Strafprozessrecht und Kriminologie.

## Berufliche Tätigkeit
Ihre berufliche Karriere begann Lyane Sauter bereits im Juni 1997, indem sie als Vertragsassistentin am Institut für Strafrecht, Strafprozessrecht und Kriminologie der Johannes Kepler Universität Linz tätig war. Danach war sie bis zum April 2009 als Universitätsassistentin am selbigen Institut angestellt.
Seit Jänner 2010 ist sie die Leiterin der Abteilung für Materielles Strafrecht und Viktimologie am Institut für Strafrechtswissenschaften der Johannes Kepler Universität Linz, welche seit Jänner 2016 als Abteilung für Strafrecht und Rechtpsychologie bekannt ist. Vom Oktober 2010 bis zum Jänner 2015 war sie als assoziierte Universitätsprofessorin an der JKU Linz tätig. Seit Februar 2015 hat sie den Lehrstuhl für Strafrecht und Forensik an der selbigen Universität inne.
Politisch war sie vom Juni 2018 bis zum Februar 2019 Mitglied der Taskforce Strafrecht, Kommission Opferschutz und Täterarbeit, welche von der Bundesregierung eingerichtet wurde.
Zwischen Jänner 2020 und September 2023 war sie Vizedekanin für Forschung der Rechtswissenschaftlichen Fakultät.
Nun ist sie seit September 2021 Vorständin des Instituts für Procedural Justice und seit Oktober 2022 Mitglied des Senats der Johannes Kepler Universität Linz.

## Gremientätigkeit

### Universitäre Gremientätigkeit
Zwischen 1999 und 2003 war Lyane Sautner Hauptmitglied der Universitätsversammlung. Parallel dazu gehörte sie von 2002 bis 2003 dem Beirat des Zentrums für Fernstudien an.
Seit 2004 engagiert sie sich als Hauptmitglied im Arbeitskreis für Gleichbehandlungsfragen. Zudem war sie von 2004 bis 2007 in der Studienkommission Rechtswissenschaften tätig, die sie von Mai 2004 bis Oktober 2006 als Vorsitzende leitete.
Von November 2009 bis Oktober 2012 übernahm sie den Vorsitz des Arbeitskreises für Gleichbehandlungsfragen der JKU Linz. Darüber hinaus fungierte sie von Februar 2018 bis Februar 2019 als Sprecherin des Fachbereichs Interdisziplinäre Rechtswissenschaften.

### Außeruniversitäre Gremientätigkeit
Seit Januar 2024 ist Lyane Sautner Mitglied des Präsidiums des Weissen Rings. Zuvor war sie von November 2012 bis Jänner 2024 als Vizepräsidentin dieser Opferhilfeorganisation tätig. Zudem gehörte sie von Jänner 2021 bis Jänner 2024 dem Kriminalpolitischen Fachbeirat des Vereins an, den sie in dieser Zeit auch als Vorsitzende leitete.
Auch wissenschaftlich ist sie seit vielen Jahren mit dem Weissen Ring verbunden: Von 2007 bis 2019 war sie im Vorstand der Weisser Ring Forschungsgesellschaft tätig, und bereits von 2004 bis 2012 gehörte sie dem Wissenschaftlichen Beirat der Organisation an.
Seit Dezember 2023 ist sie Ersatzmitglied des unabhängigen Beirats der Ermittlungs- und Beschwerdestelle für Misshandlungsvorwürfe im Bundesministerium für Inneres. Bereits seit 2006 engagiert sie sich als Mitglied des Beirats der Fachgruppe Grundrechte und interdisziplinärer Austausch der Vereinigung der österreichischen Richterinnen und Richter.
Auf europäischer Ebene war sie von Oktober 2010 bis Mai 2014 Vorstandsmitglied von Victim Support Europe und leitete von Mai 2010 bis Mai 2013 die Expertengruppe dieser Organisation. Im Jahr 2008 war sie Teil einer von der Europäischen Kommission eingesetzten Expertengruppe zur strafprozessualen Stellung von Opfern.

## Publikationen (Auswahl)
- A. Baur, T. Messerschmidt, S. Sackl, L. Sautner, T. Urwyler: Instrumente des Strafsanktionenrechts zur Bewältigung suchtmittelbedingter Delinquenz in Deutschland, Österreich und der Schweiz. In: Sucht. Interdisciplinary Journal of Addiction Research, 70 (4), 2024, S. 229–242.
- S. Schmittat, L. Sautner, P. Velten: Zur Relevanz von Vorstrafen für die Anklageentscheidung. In: Recht und Psychiatrie, 41 (1), 2023, S. 39–47.
- S. Sackl, A. Baur, L. Sautner, T. Urwyler: Das Maßregel- und Maßnahmenrecht in Deutschland, Österreich und der Schweiz: Ein Überblick und Rechtsvergleich. In: L. Sautner, J. Endrass (Hrsg.): Praxis der Rechtspsychologie, 32 (1), 2022, S. 5–49.
- S. Schmittat, B. Englich, L. Sautner, P. Velten: Alternative stories and the decision to prosecute: An applied approach against confirmation bias in criminal prosecution. In: Psychology, Crime & Law, 28 (6), 2022, S. 608–635.
- P. Velten, S. Schmittat, L. Sautner: In dubio pro reo: Was notwendige Zweifel verhindert und was sie fördert. In: Zeitschrift für die gesamte Strafrechtswissenschaft, 134 (3), 2022.
- L. Sautner: Vernehmung und Verhandlung via Videokonferenz im österreichischen Strafprozess. In: Journal für Strafrecht, 4, 2022.
- L. Sautner: Parallel Justice – Eine Alternative zur Befriedigung der Genugtuungsinteressen von Opfern im Strafverfahren? Zugleich eine Besprechung der Monografie Strafprozessuale Rechte des Verletzten in der Europäischen Union von Johanna Maria Göhler (2019). In: Journal für Strafrecht, 2021, S. 500–505.
- L. Sautner: 奥 地 利 刑 法 中 的 单 一 正 犯 [Die Einheitstäterschaft im österreichischen Kriminalstrafrecht]. In: Journal for Graduate School of Chinese Academy of Social Sciences, 2020, S. 15–24.
- L. Sautner: Videotechnologie im Strafverfahren: Kommunikation, Dokumentation und Reproduktion. In: Juristische Blätter, 2019, S. 210–224.

## Preise
Im Dezember 2011 wurde Lyane Sautner der Kardinal-Innitzer-Förderungspreis für die Habilitationsschrift Opferinteressen und Strafrechtstheorien. Zugleich ein Beitrag zum restorativen Umgang mit Straftaten verliehen. Davor hatte sie im Oktober 2002 den Sparkassen-Kepler-Preis für Nachwuchsforscher gewonnen.